# جون غراهام كير
جون غراهام كير (بالإنجليزية: John Graham Kerr)‏ هو عالم حيوانات وسياسي بريطاني، ولد في 18 سبتمبر 1869 في المملكة المتحدة، وتوفي بنفس المكان في 21 أبريل 1957.

## مناصب
- في الانتخابات الفرعية في مجلس العموم البريطاني [الإنجليزية]‏، انتخب عضو برلمان المملكة المتحدة الـ36 عن دائرة Combined Scottish Universities (UK Parliament constituency) [الإنجليزية]‏ (22 يونيو 1935 – 25 أكتوبر 1935).
- في الانتخابات العامة في المملكة المتحدة 1935 [الإنجليزية]‏، انتخب عضو برلمان المملكة المتحدة الـ37 عن دائرة Combined Scottish Universities (UK Parliament constituency) [الإنجليزية]‏ (14 نوفمبر 1935 – 15 يونيو 1945).
- في الانتخابات العامة في المملكة المتحدة 1945 [الإنجليزية]‏، انتخب عضو برلمان المملكة المتحدة الـ38 عن دائرة Combined Scottish Universities (UK Parliament constituency) [الإنجليزية]‏ (5 يوليو 1945 – 3 فبراير 1950).
- انتخب Regius Professor of Zoology [الإنجليزية]‏ (1902 – 1935).

## روابط خارجية
- جون غراهام كير على موقع الموسوعة البريطانية (الإنجليزية)